# Kambara Island
Kambara Island är en ö i Fiji.   Den ligger i divisionen Östra divisionen, i den västra delen av landet, 290 km väster om huvudstaden Suva. Arean är 31 kvadratkilometer.
Terrängen på Kambara Island är platt. Öns högsta punkt är 132 meter över havet. Den sträcker sig 8,5 kilometer i nord-sydlig riktning, och 5,4 kilometer i öst-västlig riktning.